# Souvenirs pieux
Souvenirs pieux est un livre de mémoires autobiographiques de Marguerite Yourcenar publié en 1974, premier tome de la trilogie autobiographique Le Labyrinthe du monde, suivi d'Archives du Nord (1977) et Quoi ? L'éternité (1988). Il raconte la naissance de l'autrice et explore la famille maternelle dans son ensemble, en s'attardant sur ses deux grands-oncles, Fernand et Octave Pirmez, ainsi que sur sa mère Fernande.

## Résumé
Après un kōan zen en guise d'épigraphe, le volume est articulé en quatre parties subdivisées en chapitres non numérotés.
« L'accouchement » introduit les membres les plus proches de la famille et narre la mort de la mère de Marguerite Yourcenar à la suite de la naissance de l'autrice, le 8 juin 1903 à Bruxelles. Cette dernière évoque le mariage de ses parents quelques années plus tôt et imagine la grossesse de sa mère. L'accouchement lui-même est décrit au travers des tâches accomplies par les domestiques et la sage-femme. Bien que l'état de l'accouchée ait d'abord paru satisfaisant, une fièvre ne lui laisse pas de repos et conduit à son décès le 18 juin. Le récit s'attache ensuite au baptême de l'enfant puis à l'enterrement de la mère. Puis l'auteur raconte un voyage fait aux Pays-Bas, en Allemagne et en Belgique en 1956, au cours duquel elle s'est rendue dans le cimetière où reposait sa mère, mais « sa tombe ne [l']attendrissait pas plus que celle d'une inconnue » ; Yourcenar précise par ailleurs que l'absence d'une mère ne l'a jamais traumatisée.
Le récit de ces événements est illustré par des documents retrouvés dans une cassette léguée par son père : quelques phrases écrites par sa mère pendant sa grossesse constituant une conversation avec son mari, alors que des douleurs dentaires l'empêchaient de parler ; le relevé de sa température et de son pouls du 11 au 18 juin ; les faire-part de baptême et de décès, ainsi que le souvenir pieux.

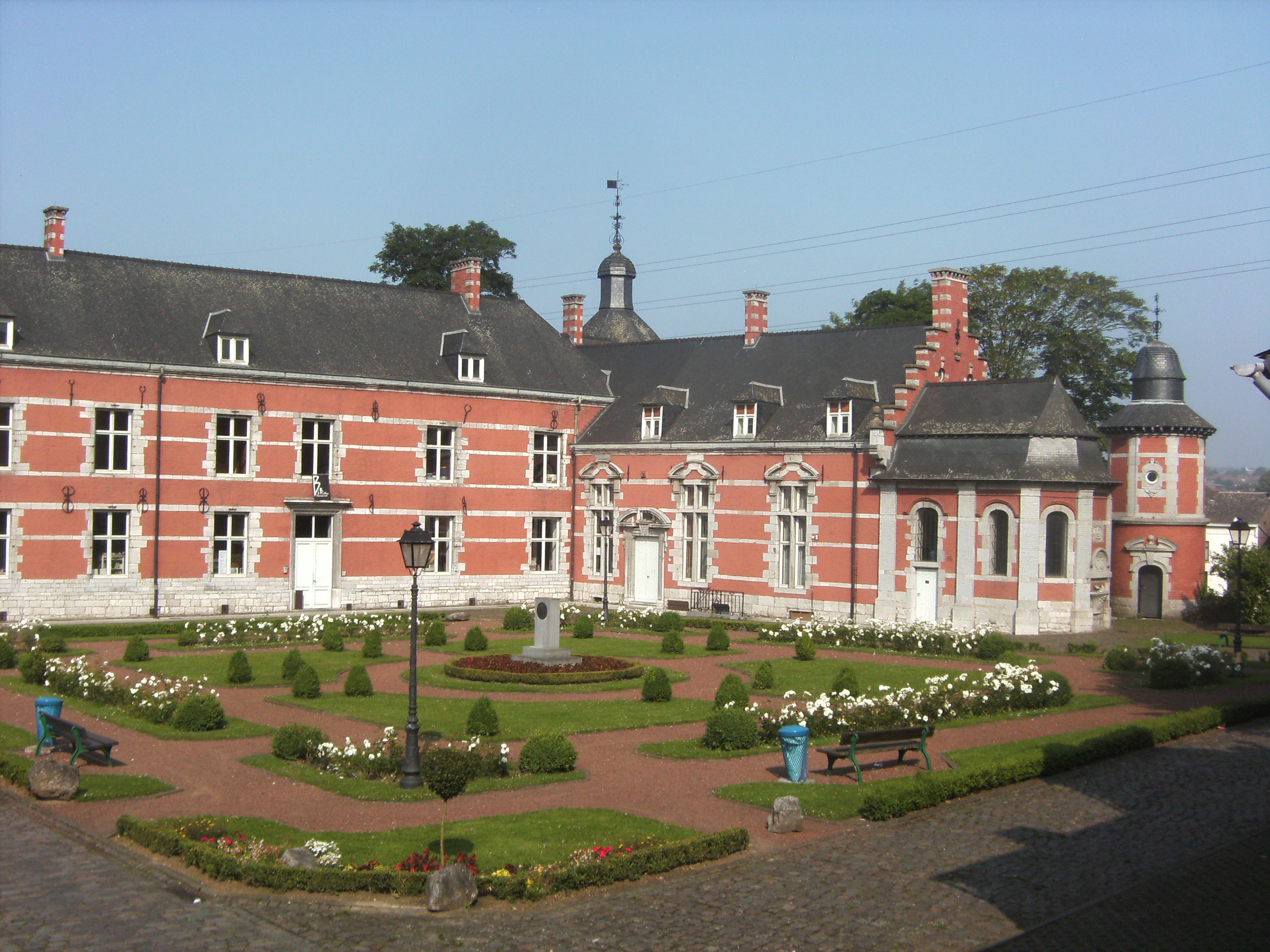
Le château Bilquin-de Cartier à Marchienne-au-Pont

« La tournée des châteaux » constitue une vision d'ensemble de sa famille maternelle, les de Cartier de Marchienne, famille noble du pays de Liège et du Hainaut. Bien qu'elle regrette qu'il s'agisse surtout d'une « longue série d'ascendants et de collatéraux dont on ne sait rien, sinon leur date de naissance et d'entrée dans la mort », Yourcenar déroule l'histoire de sa famille depuis le XIVe siècle, où ses ancêtres exerçaient des fonctions politiques à Liège. C'est aussi l'occasion d'évoquer les châteaux de famille : Flémalle, Marchienne, et Suarlée, où ont vécu sa mère et ses oncles et tantes.
« Deux voyageurs en route vers la région immuable » est consacré aux grands-oncles de l'auteur, l'écrivain Octave Pirmez et Fernand Pirmez, dit Rémo. Yourcenar s'étend longuement sur ce qu'elle perçoit de la personnalité d'Octave à travers ses livres, et sur les sentiments de ce dernier à l'égard de son frère suicidé ; c'est avec un plaisir évident qu'elle s'intéresse à ces « deux voix qui s'expriment avec fougue, ou au contraire avec réticence, deux êtres qu'on entend soupirer, quelquefois crier ». Les portraits se veulent honnêtes et font alterner les jugements négatifs et une admiration doublée de complicité : « J'ai pour Rémo une brûlante estime. “L'oncle Octave” tantôt m'émeut et tantôt m'irrite. »
Enfin, « Fernande » retrace la vie de la mère de l'autrice depuis son plus jeune âge : enfance à Suarlée, pensionnat à Bruxelles, retour à Suarlée, mort de son père et réinstallation avec sa sœur dans la capitale, voyages solitaires en Allemagne, rencontre et mariage, et trois années de vie commune essentiellement occupées par les voyages avant le décès prématuré.

## Genèse
Dans une introduction à ses œuvres romanesques, Yourcenar établit la genèse des deux premiers tomes du Labyrinthe du monde. Si la rédaction ne commence qu'en 1969, le projet d'une saga, intitulée Remous, sur ses familles paternelle et maternelle et s'étalant sur plusieurs siècles est conçu dès 1921, puis abandonné. Plusieurs plongées dans la documentation que possédait son père sont complétées par des voyages sur les lieux marqués par sa famille (Belgique entre 1929 et 1931, Belgique à nouveau et Nord en 1954, château d'Acoz où vécut Octave Pirmez en 1956).

## Technique autobiographique
Yourcenar se fait avant tout généalogiste : elle utilise une documentation importante qui embrasse les sources familiales (témoignages oraux, lettres, photos, et bien sûr les « souvenirs pieux » qui donnent leur titre au livre), les annuaires de la noblesse, des monographies d'érudits locaux, les ouvrages d'histoire littéraire consacrés à Octave Pirmez ainsi que des ouvrages historiques plus généraux. Elle essaie de retranscrire les événements familiaux au plus près de la vérité historique qui émerge des sources. Cette exigence n'empêche pas quelques approximations inhérentes à la recherche historique qui, pour l'auteur, « importe[nt] assez peu [...] Nous ne sommes ici que dans la très petite histoire. » Les hiatus dans l'histoire familiale et l'envie de faire vivre les personnages en imaginant leurs sentiments et les sensations qui les ont marqués donnent une épaisseur et une vie à l'ouvrage auquel la seule généalogie aurait donné une sécheresse inévitable.
L'objectif de cette autobiographie est pourtant avant de tout de toucher à quelque chose d'universel, le lien entre la généalogie et « l'être que j'appelle moi » : Yourcenar cherche à savoir ce qui, chez ses ascendants et parents, se retrouve en elle.

### Éditions
- Marguerite Yourcenar, Souvenirs pieux : Le Labyrinthe du monde I, Paris, Gallimard, coll. « Blanche », 1974, 312 p. (ISBN 2-07-028971-0)
- Marguerite Yourcenar, Souvenirs pieux : Le Labyrinthe du monde I, Paris, Gallimard, coll. « Folio », 1980, 384 p. (ISBN 978-2-07-037165-5)

### Études
- Elena Real (dir.), Marguerite Yourcenar : biographie, autobiographie, Université de Valence, 1988
- Colette Gaudin, Marguerite Yourcenar à la surface du temps, Amsterdam, Rodopi, 1994 (lire en ligne)
- Mireille Blanchet-Douspis, L'Influence de l'histoire contemporaine dans l'œuvre de Marguerite Yourcenar, Amsterdam, Rodopi, 2008